# Joan I de Borbó
Joan I de Borbó (1381 - Londres 1434), un noble francès, va ser el major dels fills del matrimoni format per Lluís II de Borbó i Ana d'Alvèrnia, comtessa de Forès.

## Biografia
L'any 1400, a causa del seu matrimoni amb Maria, duquessa d'Alvèrnia el seu pare li va concedir el títol de comte de Clermont. A la mort de Lluís II, el 1410, va ser també duc de Borbó. Sis anys després, el 1416, morí el seu sogre Joan de Berry i es va convertir en duc consort d'Alvèrnia i comte consort de Montpensier.
Anomenat capità general del Llenguadoc el 1404, va atacar els anglesos en el Llemosí i els va prendre diverses fortaleses. En principi partidari de Joan I de Borgonya, el va desaprovar després de l'homicidi de Lluís I d'Orleans (1407) i es va acostar als Armanyacs, fent-se un ferotge adversari del duc de Borgonya. La guerra civil entre armanyacs i borgonyons va arribar al punt màxim, i en la lluita contra Borgonya el 1411, va perdre Clermont-en Beauvaisis durant algun temps.
La pau signada el 1412, va netejar l'Illa de França de les bandes de bandits i saquejadors de camins. El 1414, la guerra va reprendre plenament, interrompuda per la invasió anglesa. Seguint els passos de tota la seva família va lluitar en la Guerra dels Cent Anys, on Joan de Borbó van combatre a Azincourt (1415), i hi va ser fet presoner; al no poder pagar el rescat va morir pres a Londres, (Anglaterra) el 1434. El 1417 va morir la seva mare Anna i va heretar el comtat de Forès del que no va arribar a gaudir.
El 1421 va cedir l'administració del ducat de Borbó i el comtat de Forès al seu fill Carles (I) que a la mort de la mare el 1434 va heretar el ducat d'Alvèrnia, mentre el comtat de Montpensier va anar al seu germà Lluís I de Montpensier. Aquell mateix any va morir Joan I de Borbó (si bé la seva despulla no fou repatriada fins uns 20 anys després) i Carles, que ja administrava el ducat de Borbó (i havia rebut en algun moment el comtat de Clermont, reservats als hereus), va rebre el títol de duc.
Van tenir tres fills mascles i una filla:
- Carles, duc de Borbó (1401-1456), comte de Clermont-en-Beauvaisis i comte de Forès
- Isabel (1402/1403 - Villefranche/Saône 1419)
- Joan o Joan Lluís (23 de desembre de 1406-1412), que morí jove (titulat comte de Forès o Forez 1410-1412)
- Lluís I de Montpensier (1409-febrer de 1486) comte de Montpensier

Va tenir també alguns fills il·legítims:
- Joan (vers 1413-1485), comte de Velay, bisbe del Puy, abat de Cluny, prior de Saint-Rambert a Forès
- Edmea
- Margarida, casada amb Rodrigo de Villandrando, comte de Ribaldo